# Ian and Sylvia
Ian and Sylvia est un duo canadien de musique folk et country composé de Ian et Sylvia Tyson.